# Buccochromis heterotaenia
Buccochromis heterotaenia е вид бодлоперка от семейство Цихлиди (Cichlidae). Видът не е застрашен от изчезване.

## Разпространение
Разпространен е в Малави, Мозамбик и Танзания.

## Описание
На дължина достигат до 40 cm.